# Broadway, Carolina de Nord
Broadway este un oraș din comitatul Lee, statul  Carolina de Nord,  Statele Unite ale Americii. Broadway se întinde, de asemenea, și în comitatul vecin, Harnett.
1. ↑  2010 U.S. Gazetteer Files, accesat în 9 iulie 2020